# 中国南极昆仑站
中国南极昆仑站，简称昆仑站，是中國極地研究中心在南极建立的第三个科学考察站，名称公布于2008年10月18日，位于南极大陆内部冰穹A最高点西南方向约7.3公里处，海拔4087米，是中国第一座、世界第六座南极内陆科考站，也是人类在南极地区建立的海拔最高的科考站。

## 站体结构与建筑规划

### 目前结构
昆仑站于2009年1月27日在南极内陆冰盖的最高点冰穹A地区落成，当时建成的昆仑站主体建筑为钢结构，工程的建筑面积为236平方米，包括生活区和科研区，可供15至20人进行夏季科考。
第25次南极考察队领队、中国极地研究中心主任杨惠根介绍目前具体开展的是冰山学、大气科学、天文学和空间物理学的工作。因为“目前的建设是按照度夏科考站来设计的，没有计划越冬，也不具备条件进行越冬”。
已建成的主体建筑由11个工程舱拼接而成，它包括了人员宿舍、医务室、科学观测场所、厨房、浴室、厕所、污水处理场所、发电机房、锅炉房、制氧机房和库房等。中国极地考察办公室副主任吴军表示，普通的集装箱式构件节能和保暖效果较差，而昆仑站的主体结构以采用耐低温的不锈钢，外包复合加芯的保温板的方式来减少油料消耗，最大程度地保护环境。整个科考站从内外分的话被设计成内部功能舱与外部保温层两部分，内部功能舱由若干个可独立运输的集装箱式预制工程舱拼接而成，施工人员在国内将工程舱及其内部装修、设备全部做好，把这些工程舱运往冰穹Ａ地区组装后，再现场安装外部保温围护层。
经过后续几次考察队的不断完善，至2016年1月21日中国第32次南极科学考察昆仑站队从昆仑站顺利撤出为止，昆仑站已经做到了动力设备和供氧生命保障系统联调并稳定运行，实现队员入住，标志着昆仑站满足队员度夏条件。

### 相关规划
初期的昆仑站站区计划总建筑面积558.56平方米，由清华大学建筑设计研究院设计，配备发电、水处理、交通和通讯等配套设施。近期目标是建成可供24名科考人员生活和工作的度夏站（12、1、2月的夏季开展科考），3至5年后，再逐步升级扩建为满足科考人员越冬的常年站。初期计划完成后，该站将可开展深冰芯钻探、天文学观测、冰下山脉地质钻探等科学观测计划。

## 落成及开站
昆仑站于2009年1月27日正式落成。2009年2月2日，当地时间上午9:25，北京时间中午12:25，中国南极昆仑站正式开站。开站仪式在南极中山站和昆仑站通过卫星电话连线同时举行，中国政府代表团团长、国家海洋局副局长陈连增在南极中山站代表中国政府宣布南极昆仑站开站。

## 天文观测
安装在昆仑站的南极巡天大视场折反射望远镜有效通光口径达50厘米，是目前南极最大的光学望远镜，由上海极地研究中心南极天文学研究室管理。

## 人员任免
首任昆仑站站长为内陆冰盖队队长李院生，副站长为内陆冰盖队副队长夏立民、李侍明。